# Oxyopes longetibiatus
Oxyopes longetibiatus är en spindelart som beskrevs av Lodovico di Caporiacco 1941. Oxyopes longetibiatus ingår i släktet Oxyopes och familjen lospindlar.
Artens utbredningsområde är Etiopien. Inga underarter finns listade i Catalogue of Life.